# Лесхоз (Татарстан)
Лесхоз — посёлок в Сабинском районе Татарстана. Административный центр Мешинского сельского поселения.

## География
Находится в северо-западной части Татарстана на расстоянии приблизительно 14 км на восток-северо-восток по прямой от районного центра посёлка Богатые Сабы.

## История
Основан в 1930 году. В посёлке работает лесоперерабатывающее предприятие.

## Население
Постоянных жителей было: в 1938 году — 478, в 1949 году — 781, в 1970 году — 927, в 1979 году — 904, в 1989 году — 882; 994 в 2002 году (татары 90 %), 1058 в 2010 году.